# Françoise Arnoul

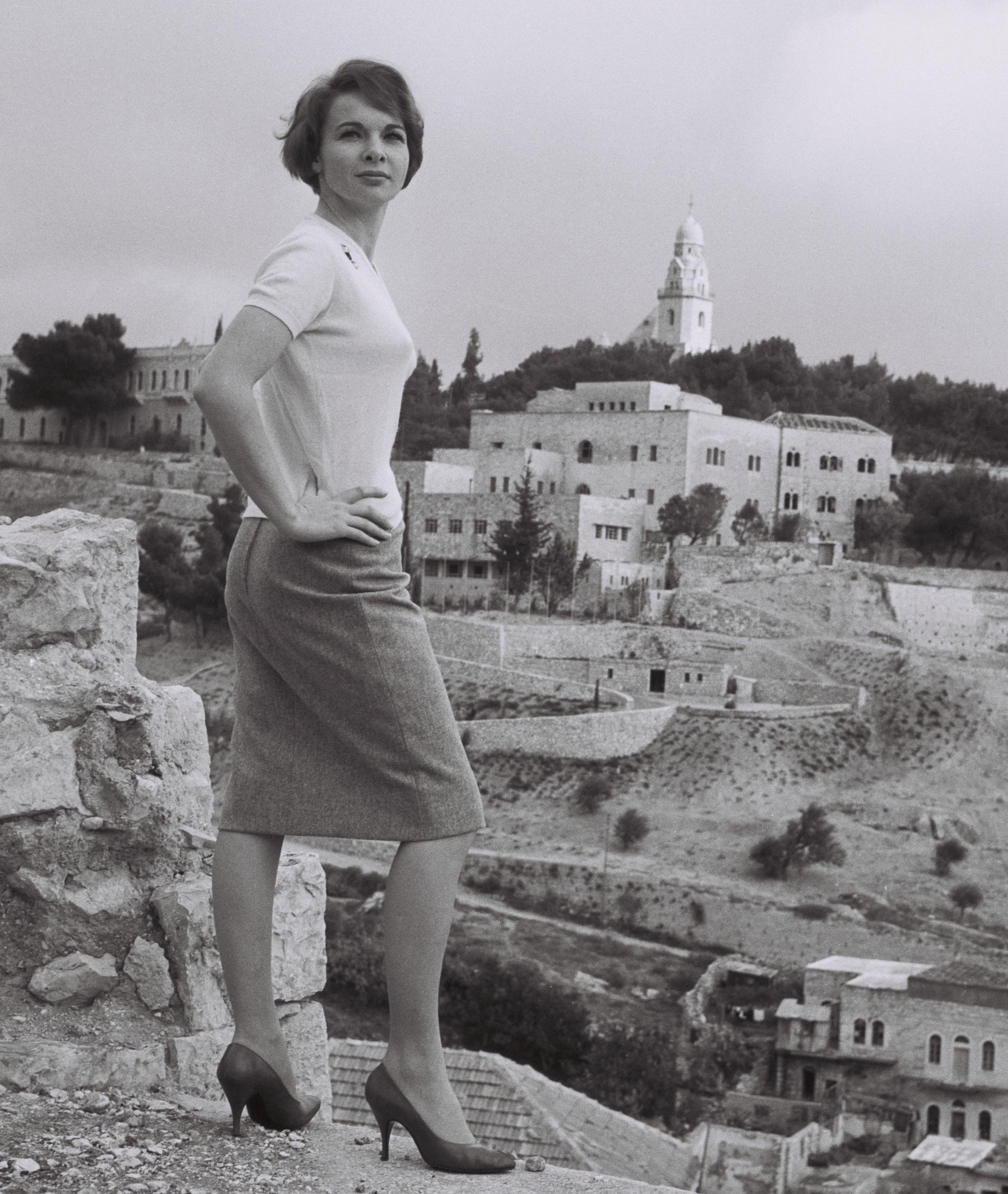
Françoise Arnoul i Jerusalem i december 1958.

Françoise Arnoul, född 3 juni 1931 i Constantine, Franska Algeriet, död 20 juli 2021 i Paris, var en fransk skådespelare. Arnoul filmdebuterade 1949 och blev under 1950-talet fransk filmstjärna.

## Filmografi, urval
- 1949 – Unga spillror
- 1950 – De gula strecken
- 1952 – Förbjuden frukt
- 1953 – Flickan och polisen
- 1954 – Möte vid havet
- 1955 – Fröjdernas gata
- 1956 – Människor utan betydelse
- 1959 – Syndapengar
- 1959 – Älskare utan hänsyn
- 1958 – Kattan
- 1977 – Kärlekstjuvarna